# It Chapter Two
It Chapter Two és una pel·lícula estatunidenca de terror sobrenatural de 2019 i la seqüela de la pel·lícula de 2017 It, totes dues basades en la novel·la de 1986 de Stephen King. El film està dirigit per Andy Muschietti i escrit per Gary Dauberman. La història té lloc al 2016, 27 anys després del primer film, i és protagonitzada per Jessica Chastain, James McAvoy, Bill Hader, Isaiah Mustafa, Jay Ryan, James Ransone, i Andy Bean com les versions adultes del Losers' Club. Jaeden Martell, Sophia Lillis, Finn Wolfhard, Chosen Jacobs, Jeremy Ray Taylor, Jack Dylan Grazer, i Wyatt Oleff reprenen els seus papers dels jóvens Losers, mentre que Bill Skarsgård torna com a Pennywise el Pallasso que Balla. S'ha subtitulat al català.
Les converses per a començar una seqüela d'It van començar el febrer de 2016. El setembre de 2017 New Line Cinema va anunciar que seria estrenada el setembre de 2019, amb Dauberman escrivint el guió i Muschietti dirigint-la. El rodatge va començar el juny de 2018, a Pinewood Toronto Studios i en localitzacions de Port Hope, Oshawa, i Toronto (Ontario), i va acabar el 31 d'octubre de 2018. La pel·lícula va ser produïda per New Line Cinema i Vertigo Entertainment.
It Chapter Two es va preestrenar al Regency Village Theater de Los Angeles el 26 d'agost de 2019, i es va estrenar als cinemes dels Estats units de la mà de Warner Bros. Pictures el 6 de setembre de 2019. It Chapter Two va rebre crítiques de tot tipus dels crítics, amb elogis per a les seues actuacions (particularment de Hader i Skarsgård) i per a la temàtica, tot i que les crítiques tenien com a objectiu la durada del metratge i el tindre escenes d'esglais més fluixes que les de la preqüela. La seua fidelitat a la novel·la també va atreure tant elogis com crítiques.